# Баимбетово
Баимбетово (баш. Байымбәт, Ҡунаҡбай) — деревня в Гафурийском районе Республики Башкортостан Российской Федерации. Входит в состав Бурлинского сельсовета.

## География

### Географическое положение
Расстояние до:
- районного центра (Красноусольский): 37 км.
- центра сельсовета (Бурлы): 6 км.
- ближайшей ж/д станции (Белое Озеро): 55 км.
- столица республики (Уфа): 139 км.

## История
Основатель деревни Баимбет Ильчигулов, в середине XVIII в. служил старшиной Кесе-Табынской волости. 
В 1896 г. деревня была известна под двойным названием Баимбетово и Кунакбаево (баш. Байымбәт һәм Ҡунаҡбай), располагалась при р. Бурлинка.
В деревне работала водяная мельница.

## Население
| 2002 | 2009 | 2010 |
| ---- | ---- | ---- |
| 188  | ↘186 | ↘175 |